# 卡丘里夫卡
47°37′53″N 29°46′45″E / 47.63139°N 29.77917°E
卡丘里夫卡（羅馬化：Kachurivka）是位於烏克蘭西南部的村莊，由敖德萨州波迪利斯克区的庫亞利尼克市鎮負責管轄。該村始建於1730年，面積1.63平方公里，海拔高度114米，2001年人口653，人口密度每平方公里400.61人。